# John Hinckley Jr.
John Warnock Hinckley Jr. (Ardmore, 29 de maio de 1955) é um cidadão norte-americano que tentou assassinar o presidente dos Estados Unidos, Ronald Reagan, em 30 de março de 1981, em Washington, D.C.  Hinckley realizou o atentado com o objetivo de impressionar a atriz Jodie Foster, pela qual tinha grande obsessão. Ele alegou inocência por razões psicológicas foi mantido sob vigilância médica em um hospital psiquiátrico até 2016, quando foi solto para ser cuidado por sua mãe em casa, já que o tratamento surtiu efeito após 35 anos.
A reação indignada da opinião pública com a decisão da Justiça de inocentá-lo por questões de sanidade, mantendo-o em instituições psiquiátricas ao invés de julgá-lo e enviá-lo para a cadeia, motivou à criação do Insanity Defense Reform Act, uma reforma na lei penal federal com relação à alegada insanidade de acusados de crimes.

## Vida anterior
John Hinckley Jr nasceu na pequena cidade de Ardmore, no estado americano de Oklahoma e mudou-se com a família para Dallas, no Texas, aos quatro anos de idade. Seu pai, John Warnock Hinckley Sr., um empresário do ramo do petróleo, foi presidente da World Vision nos Estados Unidos e presidente e CEO da Vanderbilt Energy Corporation. Sua mãe era Jo Ann Moore Hinckley. Tem dois irmãos, Diane e Scott, que depois tornou-se vice-presidente da empresa de petróleo do pai.
Após concluir o curso secundário no Texas, Hinckley e sua família se mudaram para Evergreen, no Colorado, onde a nova sede dos negócios petrolíferos do pai foi instalada. Entre 1974 e 1980 ele foi um inconstante aluno da Texas Tech University. Em 1975 foi para Los Angeles na esperança de se tornar um compositor, mas como não teve sucesso, escreveu para seus pais da Califórnia falando de seu infortúnio e pedindo dinheiro. Em setembro de 1976 voltou de vez para a casa dos pais em Evergreen.
Desta época até o início dos anos 80, ele começou a comprar armas e praticar com elas. Também começou a tomar tranquilizantes e antidepressivos.

## Obsessão por Jodie Foster
A motivação de Hinckley por trás do atentado a Reagan foi causada, devido à erotomania, por sua obsessão amorosa pela atriz Jodie Foster, então transformada em estrela mundial pelo filme Taxi Driver, de Martin Scorsese. Quando vivia em Hollywood, no fim dos anos 70, ele assistiu a este filme 15 vezes, aparentemente se identificando fortemente com "Travis Bickle", o personagem principal vivido por Robert De Niro. O enredo do filme mostra as tentativas de "Bickle" de proteger uma prostituta de 12 anos, "Iris", vivida por Foster. Na parte final do filme, "Bickle" tenta assassinar o senador candidato à presidência dos Estados Unidos durante um discurso público.

Jodie Foster como "Iris" em Taxi Driver : a obsessão amorosa de John Hinckley Jr.

Nos anos seguintes, Hinckley seguiu Foster por todo o país, chegando ao ponto de se matricular num curso na Universidade de Yale em 1980, após ler um artigo na revista People de que Foster estava estudando lá. Ele escreveu diversas cartas e bilhetes para a atriz, chegando a telefonar-lhes duas vezes e se recusando a desistir quando ela deixou claro que não estava interessada nele.
Convencido de que caso se tornasse uma figura nacional seria considerado por Foster como um igual, ele começou a emular "Bickle" e a perseguir o presidente Jimmy Carter. Hinckley ficou surpreso de como era fácil se aproximar de Carter, chegando a ficar a menos de um metro dele em certa ocasião, mas foi preso em outubro de 1980 no Aeroporto Internacional de Nashville por possessão ilegal de arma da fogo.:70,251 Apesar de Carter ter feito uma parada na cidade durante a campanha de reeleição, o FBI não ligou esta prisão ao presidente e não avisou ao Serviço Secreto sobre Hinckley.
Depois de um breve período de consultas com um psicanalista por ordem de sua família, Hinckley passou a voltar sua atenção para o recém-eleito presidente Ronald Reagan, cuja eleição, segundo disse aos seus pais, seria boa para o país.:71.251 Em março de 1981, poucos dias antes do atentado, ele escreveu mais três bilhetes para Foster em Yale, que os entregou ao reitor; os bilhetes foram repassados à polícia da Universidade, mas ela não conseguiu localizá-lo.
Um dos bilhetes enviados à Foster, poucos dias antes do atentado, dizia:

Nos últimos sete meses eu tenho lhe enviado dúzias de poemas, cartas e mensagens de amor na tênue esperança de que você pudesse se interessar por mim. Apesar de ter falado com você no telefone por duas vezes, nunca tive a coragem de me aproximar e me apresentar. Eu estou indo em frente com isto agora porque eu não posso mais esperar para impressioná-la.— John Hinckley Jr.

## Tentativa de assassinato
Em 30 de março de 1981, hora local 14h25, Hinckley atirou seis vezes contra o presidente Reagan na saída do Hotel Hilton em Washington D.C., onde o presidente acabava de realizar uma palestra para a AFL-CIO. Hinckley usou um revólver Röhm RG-14 calibre 22 para cometer o atentado. Além de ferir Reagan no peito, ele feriu mais três pessoas, um policial, o agente do Serviço Secreto Tim McCarthy e o secretário de imprensa da Casa Branca James Brady, atingido seriamente na cabeça.
Hinckley não conseguiu atingir Reagan diretamente, mas um dos tiros disparados ricocheteou na lataria blindada do carro presidencial e atingiu o presidente no peito. Ele não tentou fugir e foi preso no ato. Todas as vítimas do atentado sobreviveram, mas Brady ficou paralítico do lado esquerdo do corpo.

### Julgamento
Julgado em 1982 por treze acusações incluindo tentativa de homicídio, Hinckley foi considerado inocente por razões de insanidade mental em 21 de junho. Psiquiatras da defesa alegaram ser o réu mentalmente incapacitado enquanto os da acusação o consideravam são. O júri decidiu pela primeira argumentação. Ele foi então confinado no St. Elizabeths Hospital, um hospital psiquiátrico da capital norte-americana.

### Reação
O veredito do júri causou uma revolta generalizada na opinião pública americana. Como resultado, o Congresso dos Estados Unidos e vários estados da Federação reescreveram as leis relativas à defesa legal de insanidade mental. Os estados de Idaho, Montana e Utah aboliram este tipo de defesa de seu aparato legal. Nos Estados Unidos, antes do caso de Hinckley, menos de 2% dos casos de felonia tiveram essa alegação e 75% deles foram mal sucedidos como defesa dos réus. Os pais de Hinckley escreveram um livro, Breaking Points, sobre a condição mental do filho.
Como outra consequência do resultado do julgamento, uma grande mudança feita na legislação federal e de vários estados, é a de que não mais a acusação precisa provar a incapacidade do réu, mas a defesa, e através de métodos científicos e não apenas do testemunho de psiquiatras. Vincent Fuller, o advogado de defesa de Hinckley, alegou que seu paciente era esquizofrênico. Ele havia sido diagnosticado com desordens de personalidade narcisista e esquizóide e portador de disritmia, assim como viver permanentemente numa fronteira psicológica entre a agressividade e a passividade.
Um ano depois do atentado, Hinckley escreveu que ele foi "a maior oferta de amor da história do mundo. Todos hoje sabem sobre John e Jodie. Eu sou Napoleão e ela Josephine. Eu sou Romeu e ela Julieta" e ficou decepcionado porque Foster não foi recíproca em seu amor por ela.

## Tratamento no St. Elizabeths Hospital
Pouco depois de ser internado no hospital, Hinckley foi diagnosticado como sendo um homem "agressivamente imprevisível", capaz de machucar a si mesmo, ao alvo de sua obsessão (Foster) ou a qualquer terceira pessoa.
Em 1999, 17 anos após seu crime, ele obteve permissão para fazer visitas supervisionadas a seus pais e em 2000 pôde fazer visitas mais longas sem supervisão médica. Estes privilégios foram revogados quando se descobriu que ele contrabandeava material sobre Foster de volta para o hospital. Em 2004 ele teve novamente permissão para visitar a família. Neste ano e no ano seguinte, audiências foram feitas na corte sobre se ele poderia ter os privilégios ampliados para deixar o hospital. Alguns dos testemunhos médicos nestas audiências centravam na questão se Hinckley seria capaz de ter uma relação normal com uma mulher, e, se não, se isso teria alguma influência sobre o que perigo que ele ainda poderia representar para a sociedade.
Em 30 de dezembro de 2005, um juiz federal decidiu que ele poderia fazer visitas, supervisionadas por seus pais, à casa deles em Williamsburg, na Virgínia. Em junho de 2007 ele pleiteou que pudesse fazer visitas de duas semanas de duração e até de um mês inteiro, mas teve seu pedido negado pela Justiça. Em 17 de junho de 2009, ele conseguiu o direito de visitar sua mãe uma algumas vezes por um período de dez dias cada uma, ao invés dos seis que tinha direito até ali, poderia passar mais tempo fora do hospital e até tirar carteira de motorista. Mais tarde teve permissão para carregar com ele um telefone celular com GPS de maneira que pudesse ser rastreado e foi proibido de dar declarações à imprensa. Estes direitos foram conquistados apesar da objeção dos promotores do caso, que alegaram que ele ainda seria um perigo para os outros e que ainda possuía pensamentos nocivos e inadequados sobre as mulheres. No hospital, Hinckley gravou uma canção, "Ballad of an Outlaw" (Balada de um Fora da Lei) que a promotoria dizia "refletir sobre o suicídio e ilegalidade". 
Entre 2010 e 2011 ele manteve um relacionamento com uma afro-americana ex-paciente do hospital, Cynthia Bruce. Anteriormente, Hinckley já havia tido dois relacionamentos amorosos enquanto internado. Em março de 2011, os médicos que acompanham seu tratamento e recuperação declararam que ele havia evoluído ao ponto de não mais representar perigo nem para ele nem para a sociedade. Em 29 de março daquele ano, um dia antes do 30º aniversário da tentativa de assassinato, o advogado de Hinckley entrou com uma petição em corte solicitando mais tempo de liberdade para o cliente, incluindo mais visitas sem supervisão à casa de sua mãe, Joanne, em Kingsmill.
Em 30 de novembro de 2011 uma nova audiência teve início, que poderia resultar na libertação definitiva de Hinckley. Entretanto, o Departamento de Justiça se opôs à sua libertação, acreditando que ele ainda é uma ameaça à sociedade, argumentando que ele se tornou conhecido por enganar seus médicos no passado.
Em 27 de julho de 2016, depois de passar 35 anos em um hospital psiquiátrico, o juiz Paul Friedman considerou que John W. Hinckley Jr. já não representa mais uma ameaça para si e para os outros. Ele foi autorizado e viver com sua mãe de 90 anos em uma “comunidade fechada”, um bairro residencial de acesso restrito ao público, na Virgínia, a partir de 5 de agosto.

### Fim de todas as restrições
Em setembro de 2021, o juiz do Tribunal Distrital dos EUA, Paul L. Friedman, libertou Hinckley de todas as restantes restrições, mas impôs que a sua ordem apenas entraria em vigor em 15 de junho de 2022.
Entre as restrições que estavam em vigor, incluíam-se a autorização para as autoridades acederem ao seu telemóvel, correio eletrónico e contas ‘online’, ou a obrigatoriedade de informar com três dias de antecedência a intenção de viajar mais de 120 quilómetros desde a sua habitação. 
A Fundação Ronald Reagan emitiu uma declaração a opor-se ao levantamento das restrições, manifestando “preocupação” com a libertação de Hinckley e a vontade deste em seguir “uma carreira musical com fins lucrativos”.

## Conexão familiar Bush–Hinckley
O pai de John Hinckley foi um dos doadores financeiros da campanha de George H. W. Bush em 1980. Seu irmão mais velho, Scott, tinha um jantar agendado na casa de Neil Bush, um dos filhos do ex-presidente, no dia seguinte ao da tentativa de assassinato. A mulher de Neil, Sharon, numa entrevista posterior, declarou que Scott estava indo a casa deles para encontrar-se com uma amiga do casal, e que ela não conhecia John mas sabia que "ele era o renegado da família". Sharon Bush descreveu os Hinckley como "uma família muito agradável" que havia contribuído com muito dinheiro para a campanha do pai do marido".